# Міжселенна територія Аяно-Майського району
Міжселенна територія Ая́но-Ма́йського району (рос. Межселенная территория Аяно-Майского района) — муніципальне утворення у складі Аяно-Майського району Хабаровського краю, Росія.
Згідно із федеральними законами територія напряму підпорядковується районній владі.
Населення міжселенної території становить 5 осіб (2019; 13 у 2010, 46 у 2002).
Станом на 2002 рік населений пункт Батомга перебував у складі Джигдинської сільської адміністрації, населені пункти Аїмчан, Курун-Урях, Налбандя, Ціпанда перебували у складі Нельканської сільської адміністрації, населені пункти Ітанжа, Кемкара, Мармелан, Назарово, Розрізний, Семиріч'є, Улкан, села Кекра, Федорово перебували у прямому підпорядкуванні району.
25 липня 2011 року були ліквідовані населені пункти Аїмчан, Назарово, Налбандя.

## Склад
До складу сільського поселення входять:
| Населений пункт             | Населення, осіб (2002) | Населення, осіб (2010) |
| --------------------------- | ---------------------- | ---------------------- |
| Аїмчан, населений пункт     | 1                      | 0                      |
| Батомга, населений пункт    | 3                      | 4                      |
| Ітанжа, населений пункт     | 0                      | -                      |
| Кекра, село                 | 0                      | -                      |
| Кемкара, населений пункт    | 1                      | -                      |
| Курун-Урях, населений пункт | 14                     | 5                      |
| Мармелан, населений пункт   | 0                      | -                      |
| Назарово, населений пункт   | 2                      | 0                      |
| Налбандя, населений пункт   | 6                      | 0                      |
| Розрізний, населений пункт  | 4                      | 4                      |
| Семиріч'є, населений пункт  | 4                      | 0                      |
| Улкан, населений пункт      | 0                      | -                      |
| Федорово, село              | 0                      | 0                      |
| Ціпанда, населений пункт    | 11                     | 0                      |